# دیرک کنتنی
دیرک کنتنی (انگلیسی: Dirk Kontny؛ زادهٔ ۳۰ نوامبر ۱۹۶۵) بازیکن فوتبال اهل آلمان است.
از باشگاه‌هایی که در آن بازی کرده‌است می‌توان به باشگاه فوتبال اس‌سی فورتونا کلن و باشگاه فوتبال بوخوم اشاره کرد.